# Seikyō shinbun
Seikyō shinbun (聖教新聞, litt. Journal de l'enseignement sacré) est un quotidien japonais édité par le mouvement bouddhiste Sôka Gakkai.
En 1997, le journal revendique un tirage de 5,5 millions d'exemplaires, ce chiffre est cependant contesté.
Le journal appartient au groupe de presse Seikyo Press.

## Ligne éditoriale
Les articles du Seikyo Shimbun racontent essentiellement les activités publiques de la Sôka gakkai et de ses membres. Le journal publie parfois des textes du fondateur de la secte, Daisaku Ikeda.

## Historique
Le premier numéro est publié le 20 avril 1951. Le journal fait alors deux pages, il paraît tous les dix jours et le tirage est de 5 000 exemplaires. En 1953, il devient hebdomadaire et le 15 juillet 1965 la parution devient quotidienne. Depuis 1971, il contient douze pages.
En 1997, le journal revendique un tirage de 5,5 millions, ce chiffre est cependant contesté. Contrairement aux autres grands quotidiens japonais, le journal n'est ni membre du Japan Newspaper Publishers and Editors Association (en) ni du Japan Audit Bureau of Circulations (ja) qui compilent officiellement chaque année les nombres de tirages.
D'après la Sōka gakkai, le journal n'est pas vendu en kiosque, et disponible uniquement sur abonnement.
En 2006 est lancé le site web Seikyo Online.